# Donat Daigle
Pour les articles homonymes, voir Daigle.
Donat L. Daigle était un fermier et un homme politique canadien.

## Biographie
Donat L. Daigle est né le 26 juillet 1866 à Saint-Hilaire, au Nouveau-Brunswick. Son père est Isidore Daigle et sa mère est Modiste Cyr. Il étudie au Collège Saint-Joseph de Memramcook. Il épouse Delphine Albert le 13 juillet 1893 et le couple a dix enfants.
Il est député de Madawaska à l'Assemblée législative du Nouveau-Brunswick de 1920 à 1922 en tant que libéral. Il est aussi conseiller municipal du comté.
Il est membre des Chevaliers de Colomb.